# اسم معتمد بريطاني
الاسم البريطاني المعتمد (BAN) هو الاسم الرسمي العام أو غير المملوك الذي يعطى للمادة الدوائية، كما هو محدد في دستور الأدوية البريطاني (BP). الحظر هو أيضا الاسم الرسمي المستخدم في العديد من البلدان في جميع أنحاء العالم، وخاصة تلك التابعة لدول الكومنولث.